# Кранц, Альберт
Альберт Кранц (нем. Albert Krantz, лат. Albertus Krantzius; 1448 — 7 декабря 1517) — немецкий богослов, историк, хронист и дипломат, один из самых популярных писателей-гуманистов XV—XVI веков, автор ряда фундаментальных трудов.

## Биография

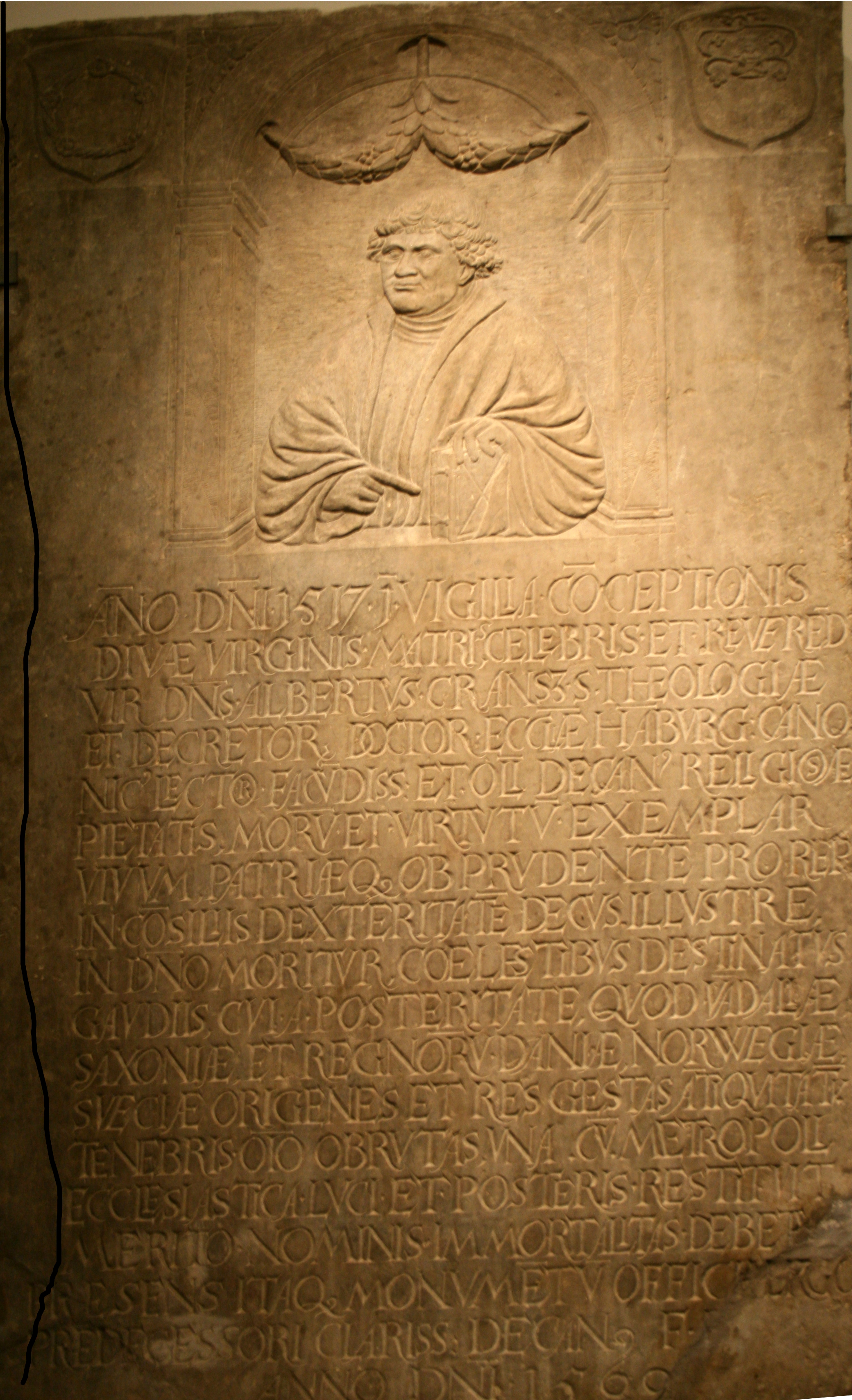
Надгробие Альберта Кранца. Музей Гамбурга

Родился в 1448 году в Гамбурге в семье зажиточного судовладельца Эггерта Кранца, внука лодочника и сына шкипера. По окончании соборной школы в родном городе, поступил в 1463 году в университет в Ростоке, где в 1465 году получил степень бакалавра, в 1467-м магистра, а в 1480 году доктора свободных искусств. С 1481 года служил профессором факультета свободных искусств Ростокского университета, с 1482 года занимая также пост ректора, а с 1486 года — декана философского факультета. В 1483 году участвовал в освящении гробницы известного теолога XIII века Альберта Великого в Кёльне, где встретился с Конрадом Цельтисом.
Покинув Росток из-за споров о местном соборе, в 1486—1491 годах служил синдиком, или судебным представителем в Любеке, а в 1491 году отправился в Майнц, в университете которого получил степень доктора канонического права. Своё обучение закончил в 1492 году в Италии в Перудже, получив там степень доктора теологии. С 1493 года занимал должность лектора и каноника кафедрального собора Св. Марии в Гамбурге, оставив за собой место синдика в Любеке.
В качестве официального представителя участвовал в дипломатических переговорах Ганзы с различными странами. Так, в июне-июле 1493 года участвовал в Люнебурге, Брауншвейге и Цербсте в переговорах с герцогом Брауншвейгским, а в 1494 году в переговорах в Бремене. В 1497, 1499 и 1504 годах как представитель Ганзы вёл переговоры в Антверпене и Брюгге с англичанами и герцогом Бургундским, а в июне 1497 года в Париже с адмиралом Франции по поводу нападений на ганзейские корабли бретонских пиратов. Обладая непререкаемым авторитетом, в 1500 году избран был королём Дании Иоганном Ольденбургским и герцогом Фридрихом Голштинским посредником на переговорах с восставшими против них крестьянами Дитмаршена, приняв в 1507 году участие в мирной конференции в Нюкёбинге.
Будучи назначен в 1508 году деканом соборного капитула Гамбурга, активно занимался борьбой с церковными злоупотреблениями, совершив в 1509—1514 годах для этого несколько поездок по церквям Северной Эльбы. В 1511 году добился от императора Максимилиана I признания независимости Гамбургской церкви, а в сентябре 1513 года запретил нарушавшим обет безбрачия местным священникам содержать наложниц. При этом он решительно выступал против реформаторских идей Джона Уиклифа и Яну Гуса. Безоговорочно поддержал протест Мартина Лютера против индульгенций, категорически осудив его 95 тезисов  (1517), и, якобы уже лёжа на смертном одре, обратился к нему в беспамятстве: «Брат, войди в свою келью и произнеси: Господи, смилуйся надо мной!»
Умер 7 декабря 1517 года в Гамбурге.

## Сочинения
В своём церковно-историческом труде «Метрополис, или история Саксонской церкви» (лат. Metropolis sive historia ecclesiastica Saxoniae, 1548) изложил историю Гамбургской епархии. Из других его исторических сочинений наиболее известны: «Вандалия» (лат. Vandalia, 1519), посвящённая истории балтийских славян-вендов, происхождение которых автор ошибочно увязывает с германским племенем вандалов; «Саксония» (лат. Saxonia, 1520), «История богемских гуситов во времена короля Сигизмунда» (нем. Historia von den alten Hussen zu Bohemen in Kaiser Sigmunds Zeiten, 1523) и «Хроника северных королей Дании, Швеции и Норвегии» (лат. Chronica regnorum aquilonarium Daniae, Sueciae et Norvagiae, 1546).
Как «Вандалию», так и хронику северных государств Кранц начинает с древнейших времен и доводит первую до 1501 года, а хронику северных государств — до 1504 года. В качестве источников он пользовался сочинениями многих средневековых авторов, включая Германа из Райхенау, Адама Бременского, Эккехарда из Ауры, Оттона Фрейзингенского, Гельмольда из Босау, Саксона Грамматика, Мартина фон Троппау, Эрнста фон Кирхберга, Детмара Любекского, Германа Корнера, Якоба Твингера из Кёнигсхофена, Германа Боте, Хартмана Шеделя и др. Поясняя родство названий «Вандалии» (Wandalia) и «Вендена» (Wenden) как места проживания полабских славян, Кранц упоминает и о руссах (russi), происхождение этнонима которых, опираясь на Плиния и Страбона, увязывает с древними «роксоланами» (Roxani, Roxi, Roxanos). Касается он в «Вандалии» и ряда событий на Руси, в частности, описывая Куликовскую битву, но ошибочно датируя её, вслед за орденскими хронистами, 1381 годом.
По мнению доктора всеобщей истории, профессора Императорского Санкт-Петербургского Университета Г. В. Форстена, «Кранц — вполне надежный источник только для последних лет царствования Христиана I и первых лет царствования Иоанна. Вся ранняя средневековая история Дании изложена им по Саксону Грамматику, позднейшая — по Корверу». Как историк Кранц проявляет к излагаемым событиям полное беспристрастие, а его литературный слог отличается чистотой и плавностью. До середины XVI века его хроника северных государств фактически была единственной книгой, по которой могли изучать свою родную историю датчане. Также Кранц первым дал описание исторической битвы при Хеммингштедте (1500) в Дитмаршене и стал одним из первых западноевропейских историков гуситского движения.